# Antoni Jaksztas

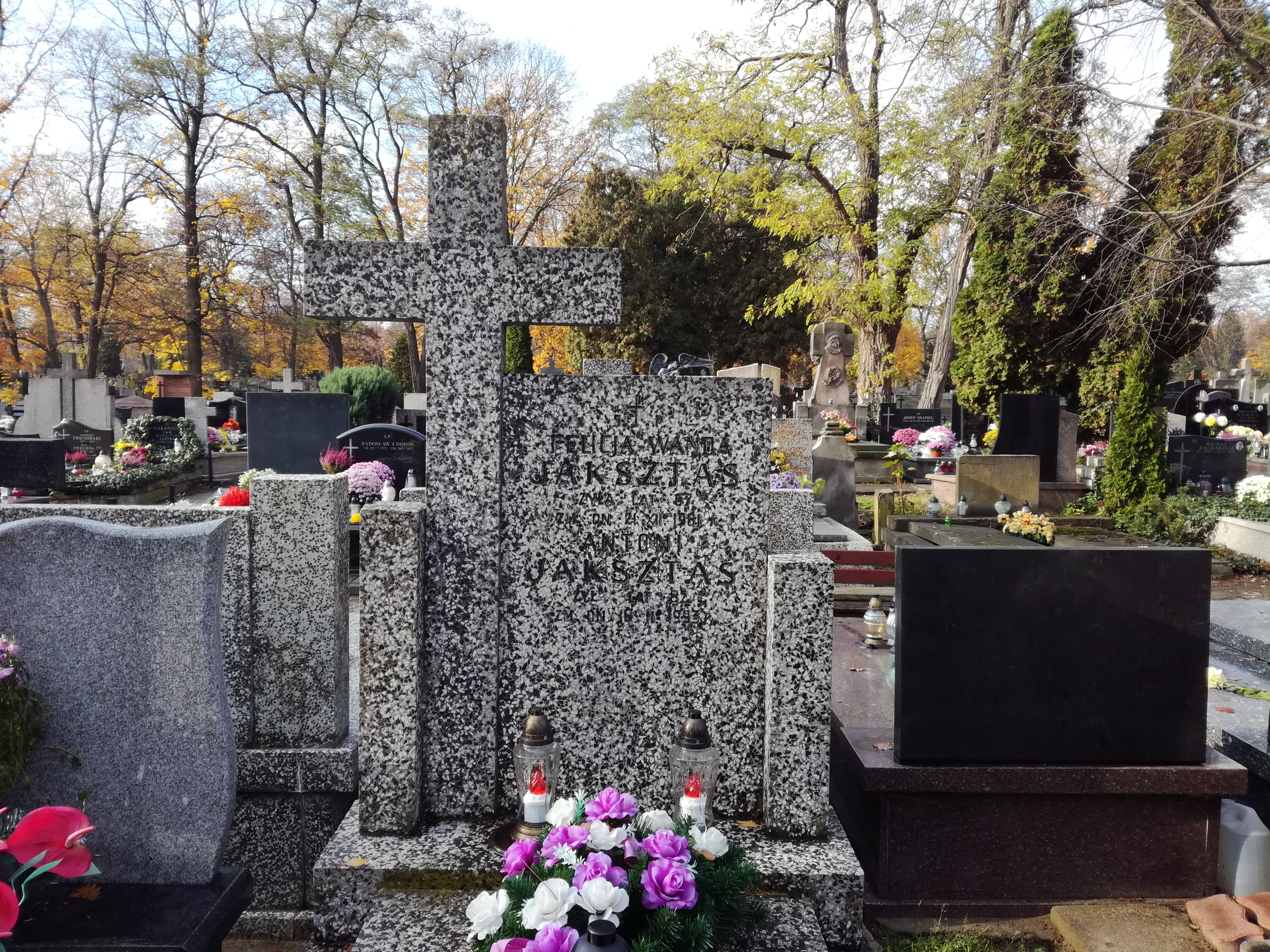
Grób Antoniego Jaksztasa na cmentarzu Bródnowskim w Warszawie

Antoni Jaksztas (ur. 8 listopada 1910 w Wilnie, zm. 18 lutego 1993 w Warszawie) – polski aktor, artysta estradowy, autor tekstów.

## Życiorys
Debiutował w 1930 na scenie Teatru Miejskiego w Wilnie, a następnie podróżował po Polsce dorywczo pracując jako reżyser, kierownik literacki i artystyczny w teatrach rewiowych i muzycznych w Grodnie, Lwowie, Lublinie, Krakowie, Katowicach i Warszawie. Po wybuchu II wojny światowej powrócił do Wilna, gdzie stanął na czele Polskiego Teatru Miniatur. W 1945 podczas akcji repatriacyjnej zamieszkał w Łodzi i występował w tamtejszym radio, a następnie na stałe zamieszkał w Warszawie i grał na scenie Teatru Polskiego. Prawdopodobnie używając pseudonimów Eufemiusz Jar i Edward Merlis był autorem licznych popularnych piosenek, które sam wykonywał. Pochowany na cmentarzu Bródnowskim w Warszawie (kwatera 23E-5-33).